# Jean-Louis Millette
Pour les articles homonymes, voir Millette.
Jean-Louis Millette est un acteur et scénariste québécois né le 4 janvier 1935 à Montréal et mort le 29 septembre 1999 à Montréal.

## Biographie
Jean-Louis Millette nait en 1935 à Saint-Henri, un quartier ouvrier de Montréal.  Pendant son adolescence, il se joint à la Roulotte, un théâtre ambulant dirigé par Paul Buissonneau et proposant des spectacles pour la famille.  C'est là qu'il interprète son premier rôle, celui du chat dans Pierre et le loup.  En 1963, avec Buissonneau, Yvon Deschamps et Claude Léveillée, Millette devient un des cofondateurs du Théâtre de Quat'Sous.
La carrière théâtrale de Jean-Louis Millette le conduira à participer à de nombreuses productions au fil des années.  Après Orion le tueur et La Tour Eiffel qui tue, sous la direction de Paul Buissonneau, il interprète des pièces d'auteurs aussi divers que William Shakespeare, Dario Fo, Georges Feydeau, Eugène Labiche, Carlo Gozzi, Samuel Beckett et Michel Tremblay. Il participe aussi à des œuvres plus expérimentales comme The Dragonfly of Chicoutimi, pièce à un seul personnage écrite par Larry Tremblay. Il sera l'un des comédiens les plus respectés et probablement le plus polyvalent de sa génération, en tout cas le seul qui ait joué à la fois chez Carbone 14 de Gilles Maheu (Peau, chair et os d'après Heiner Müller et Euripide) et au Théâtre des Variétés de Gilles Latulipe.
Millette amorce sa carrière télévisuelle avec La Boîte à Surprise.  Suit en 1959 le téléroman Marie-Didace.  Au cours des années 1960, il crée ce qui sera peut-être son rôle le plus célèbre, celui du clown Paillasson dans l'émission pour enfants Les Croquignoles qui devient par la suite La Ribouldingue.  Il a fait des voix pour des dessins animés dont la voix du chien Jappy dans Jappy et Pappy Toutou, le chien Charlemagne et le robot Starscream dans la série Les Transformers. Pendant les années 1970, il interprète le personnage du croque-mort Oscar Bellemare dans la comédie à succès Symphorien.  Il participe également à trois téléromans scénarisés par Victor-Lévy Beaulieu : L'Héritage, Montréal P.Q. et Bouscotte.
Peu sollicité par le cinéma pendant les années 1960 et 1970, Jean-Louis Millette devient, pendant les années 1980, un habitué des plateaux d'Yves Simoneau (Pourquoi l'étrange Monsieur Zolock s'intéressait-il tant à la bande dessinée? en 1983, Pouvoir intime en 1986, Les Fous de Bassan en 1987, Dans le ventre du dragon en 1989).  Il tient également un rôle important dans Le Confessionnal, le premier film réalisé par Robert Lepage.
Jean-Louis Millette meurt d'une crise cardiaque en septembre 1999, à l'âge de 64 ans, alors qu'il interprète le rôle de Manu Morency dans Bouscotte tout en se préparant à incarner Falstaff dans Les Joyeuses Commères de Windsor sous la direction d'Yves Desgagnés au Théâtre du Nouveau Monde.
Son décès est souligné par une cérémonie commémorative qui a lieu au Théâtre du Nouveau Monde et à laquelle participent de nombreuses personnalités du monde artistique.  Depuis, une des salles de spectacle du Théâtre de la Ville, à Longueuil, porte son nom.
En 2000, Daniel Pinard publie un recueil d'entretiens avec le comédien, préfacé par Victor-Lévy Beaulieu, Jean-Louis Millette, portrait d'un comédien (Éditions Trois-Pistoles et Radio Canada).
Selon Diane Godin, « La particularité du jeu de Jean-Louis Millette tient à sa capacité d'entrer aussi bien dans des univers empreints d'austérité, voire d'inquiétante étrangeté, qu'à l'intérieur de personnages proches de l'enfance, de sa naïveté, de sa fragilité et de ses angoisses inexprimables ».

## Filmographie

### Comme acteur
- 1956 : La Boîte à Surprise (série télévisée) : Nok du duo clownesque Bim et Nok et Casimir dans Marie Quat'Poches
- 1957 : Le Survenant (série télévisée) : Absalon
- 1958 : Marie-Didace (série télévisée) : Absalon
- 1960 : Sous le signe du lion (série télévisée) : Un client de l'avocat
- 1963 : Amanita Pestilens : Bank manager
- 1963 : Les Croquignoles (série télévisée) : Paillasson
- 1965 : Astataïon ou Le festin des morts
- 1968 : La Ribouldingue (série télévisée) : Paillasson
- 1968 : Monica la mitraille (comédie musicale) : Stie
- 1969 : Bidule de Tarmacadam (série télévisée) : Spidé
- 1971 : Double-sens: Jean Gerson, Guillaume de Meung
- 1974 : Symphorien (série télévisée) : Oscar Bellemare
- 1974 : Qui perd gagne (TV) : Martial St-Just
- 1975 : Y'a pas de problème (série télévisée) : Ti-Casse
- 1975 : La Poursuite mystérieuse (The Mystery of the Millon Dollar Hockey Puck) : Belletete
- 1976 : Grand-Papa (série télévisée) : Marcel
- 1976 : Ti-Cul Tougas
- 1977 : Les As (série télévisée) : Raoul Garneau
- 1981 : Les Champions (Bobine 2, 2e partie) : Narrator (voix)
- 1981 : Les Champions (Bobine 2, 1re partie) : Narrator (voix)
- 1981 : Les Champions (Bobine 1, 2e partie) : Narrator (voix)
- 1981 : Les Champions (Bobine 1, 1re partie) : Narrator (voix)
- 1983 : Pourquoi l'étrange Monsieur Zolock s'intéressait-il tant à la bande dessinée? : Zolock
- 1984 : Laurier : Joseph-Israël Tarte (feuilleton TV)
- 1984 : Covergirl : Dominique Cherrier
- 1984 : Transformers : Égo (Starscream) (doublage québécois)
- 1986 : Pouvoir intime : Meurseault
- 1987 : Un trésor de la peinture sacrée au Québec: la collection des abbés Desjardins : Narrator
- 1987 : L'Héritage (série télévisée) : Philippe Couture
- 1987 : Les Fous de Bassan : Vieux Stevens
- 1988 : Some Girls : Father Walter
- 1988 : Lamento pour un homme de lettres : Émile Nelligan (âgé)
- 1989 : Dans le ventre du dragon : Le Directeur
- 1989 : Jésus de Montréal
- 1991 : Nelligan : Archevêque
- 1991 : Montréal vu par... : Jacques Viger (segment "Toile du temps, La")
- 1991 : Amoureux fou de Robert Ménard : Gérant de l'immeuble
- 1992 : Montréal P.Q. (série télévisée) : Chanoine Odilon Caron
- 1992 : La Fenêtre : Concierge
- 1993 : Le Jardin des ombres : Ernest Cormier
- 1994 : Les Grands Procès : Juge Wilson
- 1995 : Le Confessionnal : Raymond Massicotte
- 1998 : Bouscotte (série télévisée) : Manu Morency

## Récompenses et Nominations

### Récompenses
- 1990 - Prix Victor-Morin
- 1994 - Prix Gémeau, Meilleure interprétation premier rôle masculin : téléroman

## Doublage
Au début des années 1980, Jean-Louis Millette double la voix de Francine Fauxpas (Francine Fishpow en anglais), personnage principal du film Polyester de John Waters (1981), mettant en vedette le travesti obèse Divine. Le doublage fait appel à la langue parlée populaire québécoise.
Il est également derrière les voix québécoises d'Abraham Simpson, d'Apu Nahasapeemapetilon et de Waylon Smithers dans la série animée Les Simpson du début jusqu'à son décès en 1999, après huit saisons.
Il double aussi Chucky dans les films Child's Play à partir du deuxième film jusqu'au quatrième.